# Tillandsia eizii
Tillandsia eizii là một loài thuộc chi Tillandsia. Đây là loài bản địa của México.